# 两宜镇
两宜镇，是中华人民共和国陕西省渭南市大荔县下辖的一个乡镇级行政单位。
2015年，陕西省民政厅批复同意撤销高明镇，并入两宜镇。

## 行政区划
两宜镇下辖以下地区：
两一村、两二村、丰润村、南健村、北健村、李旗营村、定城村、仁合村、东太夫村、太夫雷村、西太夫村、郭明村、寄楼村、南贝村、北贝村、周家寨村、北社村、北白池村、北刘村、曹家洼村、东白池村、东高城村、东高明村、葫芦庄村、李家洼村、龙贾村、南刘村、平罗党村、平罗雷村、平罗朱村、洼底村、王彦常村、王彦雷村、王彦任村、王彦王村、西白池村、西高城村、西高明村和西张村。